# ماجراجویان (فیلم ۱۹۶۷)
«ماجراجویان» (فرانسوی: Les Aventuriers‎) یک فیلم درام به کارگردانی «روبر انریکو» است که در سال ۱۹۶۷ منتشر شد. از بازیگران آن می‌توان به لینو ونتورا، آلن دلون، جوانا شیمکوس، گی دولورم و سرژ رجیانی اشاره کرد.
بخش‌هایی از این فیلم در قلعه بویار تصویربرداری شده است. این فیلم محصول مشترک فرانسه و ایتالیا است.
این فیلم در سال ۱۹۷۴ میلادی در ژاپن توسط میکو کاجی، و با نام بی‌خانمان (فیلم)، بازسازی شده است.